# Élections législatives curaciennes de 2017
Les élections législatives curaciennes de 2017 se déroulent le 28 avril 2017 à Curaçao. Elles aboutissent à un parlement sans majorité ainsi qu'à une alternance partielle. Eugène Rhuggenaath, du parti de la vraie alternance devient Premier ministre à la tête d'un gouvernement de coalition.

## Contexte
Les législatives de 2017 sont des élections anticipées. À la suite des élections législatives de 2016, un gouvernement de coalition est formé par quatre partis, avec Hensley Koeiman pour Premier ministre. Le 11 février 2017, l'un des quatre partis, le Peuple Souverain, se retire de la coalition, entraînant la chute du gouvernement. Koeiman informe de sa démission la gouverneure de Curaçao Lucille George-Wout, qui convoque de nouvelles élections et nomme Gilmar Pisas Premier ministre par intérim.

## Système politique et électoral
L'île de Curaçao est une île néerlandaise des caraïbes organisée sous la forme d'une monarchie parlementaire. L'île forme un État du Royaume des Pays-Bas à part entière depuis la dissolution de la fédération des Antilles néerlandaises en 2010. Le roi Guillaume-Alexandre en est nominalement le chef de l'État et y est représenté par un gouverneur.
Le Parlement est monocaméral. Son unique chambre, appelée États de Curaçao, est composée de 21 représentant élus pour 4 ans selon un mode de scrutin proportionnel plurinominal dans une unique circonscription. Les États de Curaçao nomment le Premier ministre et les membres du Conseil des ministres qu'il dirige. Ce même Premier ministre propose au souverain un gouverneur de Curaçao, représentant de la couronne nommé pour six ans.

### Primaires
A Curaçao, le mode de scrutin à la proportionnelle n'a pas recours à un seuil électoral mais à un système de primaires où l'ensemble de la population peut si elle le veut voter pour l'un des nouveaux partis. Seuls peuvent ainsi se présenter aux élections les partis ayant déjà des députés au parlement, ou ayant franchi lors de ces primaires un quorum de voix fixé à 1 % du total des suffrages exprimés lors des précédentes élections, soit ici 792 voix.
Quatorze partis s'inscrivent pour concourir aux élections de 2017, dont six non représentés au parlement qui participent ainsi aux primaires organisées les 18 et 19 mars 2017. Sur les six, le parti de l'innovation nationale, le Mouvement pour la cause et le Front des travailleurs franchissent le seuil exigé.
| Partis                                 | Voix  |
| -------------------------------------- | ----- |
| Parti de l'innovation nationale        | 2 660 |
| Mouvement pour la cause                | 1 218 |
| Front des travailleurs                 | 1 160 |
| Quorum de 792 voix                     |       |
| Parti démocratique                     | 603   |
| Movementu PUSH Kòrsou                  | 501   |
| Liberashon Klàsiko Komunidat di Kòrsou | 113   |

## Résultats
| Partis                   | Partis                             | Voix    | %     | Sièges | +/-           |
| ------------------------ | ---------------------------------- | ------- | ----- | ------ | ------------- |
|                          | Parti de la vraie alternative      | 18 368  | 23,30 | 6      | 2             |
|                          | Mouvement Antilles nouvelles       | 16 070  | 20,39 | 5      | 1             |
|                          | Mouvement pour le futur de Curaçao | 15 706  | 19,92 | 5      | 1             |
|                          | Curaçao pour nous tous             | 7 439   | 9,44  | 2      | 1             |
|                          | Parti de l'innovation nationale    | 4 200   | 5,33  | 1      | Nv            |
|                          | Peuple souverain                   | 4 028   | 5,11  | 1      | 1             |
|                          | Mouvement progressiste             | 3 880   | 4,92  | 1      | en stagnation |
|                          | Un Curaçao juste                   | 3 206   | 4,07  | 0      | 1             |
|                          | Parti national du peuple           | 3 099   | 3,93  | 0      | 2             |
|                          | Mouvement pour la cause            | 1 975   | 2,51  | 0      | en stagnation |
|                          | Front des travailleurs             | 859     | 1,09  | 0      | Nv            |
|                          |                                    |         |       |        |               |
| Suffrages exprimés       | Suffrages exprimés                 | 78 830  | 98,54 |        |               |
| Votes blancs             | Votes blancs                       | 1 023   | 1,28  |        |               |
| Votes invalides          | Votes invalides                    | 115     | 0,14  |        |               |
| Total                    | Total                              | 79 968  | 100   | 21     | en stagnation |
| Abstentions              | Abstentions                        | 40 462  | 33,60 |        |               |
| Inscrits / participation | Inscrits / participation           | 120 430 | 66,40 |        |               |

## Conséquences
Le Parti de la vraie alternative (anciennement Parti pour la restructuration des antilles) étant arrivé en tête, son chef Eugène Rhuggenaath est nommé Formateur par la gouverneur Lucille George-Wout afin de former un nouveau gouvernement. Rhuggenaath forme une coalition avec le Mouvement Antilles nouvelles et le Parti de l'innovation nationale, détenant ainsi la majorité à la chambre avec douze sièges sur vingt-et-un, et prête serment en tant que Premier ministre le 29 mai 2017.